# Rolf Theodor Bühler
Rolf Theodor Bühler (* 3. Dezember 1903 in Bournemouth; † 30. November 1992 in St. Gallen) war ein Schweizer Unternehmer aus der Unternehmerfamilie Bühler und Schweizer Nationalrat (FDP). Er war Mitinhaber der Gebrüder Bühler, der heutigen Bühler AG.

## Leben
Rolf Bühler war das älteste von fünf Kindern des Friedrich Theodor Bühler, des Bruders Adolf Bühler jun., und der Helene Mey. Er wurde 1903 während eines England-Aufenthalts seiner Eltern in Bournemouth geboren.
Bühler studierte Nationalökonomie in Zürich und promovierte 1933 über Roheisenkartelle in Frankreich (Zürich 1934: Girsberger). Im gleichen Jahr trat er in das von seinem Cousin René Bühler geführte Familienunternehmen ein. Als FDP-Politiker war er 1939–1942 im Grossen Rat von St. Gallen, zudem war er 1941–1943 und 1944–1947 im Nationalrat vertreten. Politisch galt als führender Kopf der jungliberalen Bewegung, er setzte sich in den 1930er-Jahren gegen autoritären Bewegungen ein und war Präsident der Union Schweiz.
Mit seiner Ehefrau Sina Margaretha Heinz hatte Rolf Bühler drei Kinder: Ursina (1941), Rolf Andreas (1943) und Lorenz (1946).